# Maksi Pallas
Maksi Kai Pallas (* 29. Juli 2003 in Edmonton, Kanada) ist eine kanadische Handballspielerin, die aktuell für den deutschen Erstligisten SV Union Halle-Neustadt aufläuft.

## Karriere
Pallas begann das Handballspielen im Jahr 2017 an einer Schule. Die Linkshänderin lief für die Regionalmannschaft Alberta Team Handball auf. Im Jahr 2021 schloss sich die Außenspielerin dem deutschen Verein VfL Bad Schwartau an, für den sie in der A-Juniorinnen Bundesliga auflief. Zusätzlich war sie in der Spielzeit 2021/22 für den Drittligisten SC Alstertal-Langenhorn spielberechtigt. Ab dem Sommer 2022 stand sie beim Bundesligisten HSG Bad Wildungen unter Vertrag. Pallas trug sich am ersten Spieltag der Saison 2022/23 im Spiel gegen den TuS Metzingen in die Torschützenliste ein. Im Jahr 2023 zog sie sich einen Kreuzbandriss zu. Nach der Saison 2023/24 verließ sie die HSG Bad Wildungen. Im Januar 2025 unterschrieb sie einen Vertrag bei Zweitligisten SV Union Halle-Neustadt. Mit Union Halle-Neustadt stieg sie 2025 in die Bundesliga auf.
Pallas absolvierte im Jahr 2019 ihre ersten Lehrgänge bei der kanadischen Nationalmannschaft. Mittlerweile gehört sie fest dem kanadischen Aufgebot an. Mit der kanadischen Auswahl belegte sie den zweiten Platz bei der nordamerikanischen und karibischen Handballmeisterschaft 2023. Pallas erzielte im Turnierverlauf 16 Treffer und wurde in das All-Star-Team gewählt.